# Питивье
Питивье (фр. Pithiviers) — город и коммуна во Франции, департамента Луаре Центрального региона. Население по переписи в 2010 году — 8804 чел.
Питивье расположен на расстоянии около 84 км на восток от столицы Парижа, в 43 км северо-восточнее от административного центра департамента Орлеана.

## История
В начале второй мировой войны в Питивье был организован лагерь для немецких военнопленных. После поражения Франции в 1940 режим Виши создал в нëм транзитный концлагерь для французских евреев, откуда их вывозили в Освенцим. С октября 1943 здесь содержались политзаключëнные.

## Известные уроженцы и жители
- Любен Божен (1612—1663) — французский живописец.
- Симеон Дени Пуассон (1781—1840) — французский математик, механик и физик.
- Жан-Теодор Декурлиц (англ.) — французский натуралист, исследователь Южной Америки.
- Мари Ндьяй (р. 1967) — французская писательница.
- Стив Марле (р. 1974) — французский футболист, нападающий клуба «Ред Стар».
- Ваина Джоканте (р. 1981) — французская актриса.

## Фотографии
- Городской музей
- Церковь Сен-Саломон и Сен-Грегуар
- Городская площадь

## Города-побратимы
- Бургленгенфельд,  Германия
- Овар,  Португалия